# Nina Ivanišin
Nina Ivanišin (n. 1985 en Maribor, Eslovenia) es una actriz de teatro y películas eslovena. Se graduó de la academia de teatro y cine de Liubliana (AGRFT).

## Filmografía
- Slovenian girl (2009) - dirigida por Damjan Kozole[1]
- Just between us (2010) - dirigida por Rajko Grlić

## Premios
- Premio a la mejor actriz del 2009 Mostra de Valencia, España.[2][3]
- Premio a la mejor actriz del 2009 Les Arcs European Film Festival, Francia.